# Темиров, Тимур Ахсарович
Тимур Ахсарович Темиров (род. 9 сентября 1993, Дагестанская ССР) — российский дзюдоист, бронзовый призёр чемпионата России, мастер спорта России.

## Спортивная карьера
В сентябре 2015 года стал бронзовым призёром чемпионата России в Красноярске. В феврале 2016 года стал бронзовым призёром Открытого Кубка Европы в Праге. В июне 2017 года он стал победителем пятого Всероссийского турнира по дзюдо, памяти Якуба Коблева в Майкопе.

## Спортивные результаты
- Чемпионат России по дзюдо 2015 — ;